# Vernon (Míchigan)
Vernon es una villa ubicada en el condado de Shiawassee en el estado estadounidense de Míchigan. En el Censo de 2010 tenía una población de 783 habitantes y una densidad poblacional de 425,8 personas por km².

## Geografía
Vernon se encuentra ubicada en las coordenadas 42°56′24″N 84°1′48″O / 42.94000, -84.03000. Según la Oficina del Censo de los Estados Unidos, Vernon tiene una superficie total de 1.84 km², de la cual 1.78 km² corresponden a tierra firme y (3.1%) 0.06 km² es agua.

## Demografía
Según el censo de 2010, había 783 personas residiendo en Vernon. La densidad de población era de 425,8 hab./km². De los 783 habitantes, Vernon estaba compuesto por el 97.32% blancos, el 0.13% eran afroamericanos, el 0.51% eran amerindios, el 0.13% eran asiáticos, el 0% eran isleños del Pacífico, el 1.15% eran de otras razas y el 0.77% pertenecían a dos o más razas. Del total de la población el 2.55% eran hispanos o latinos de cualquier raza.